# Johnny Logan

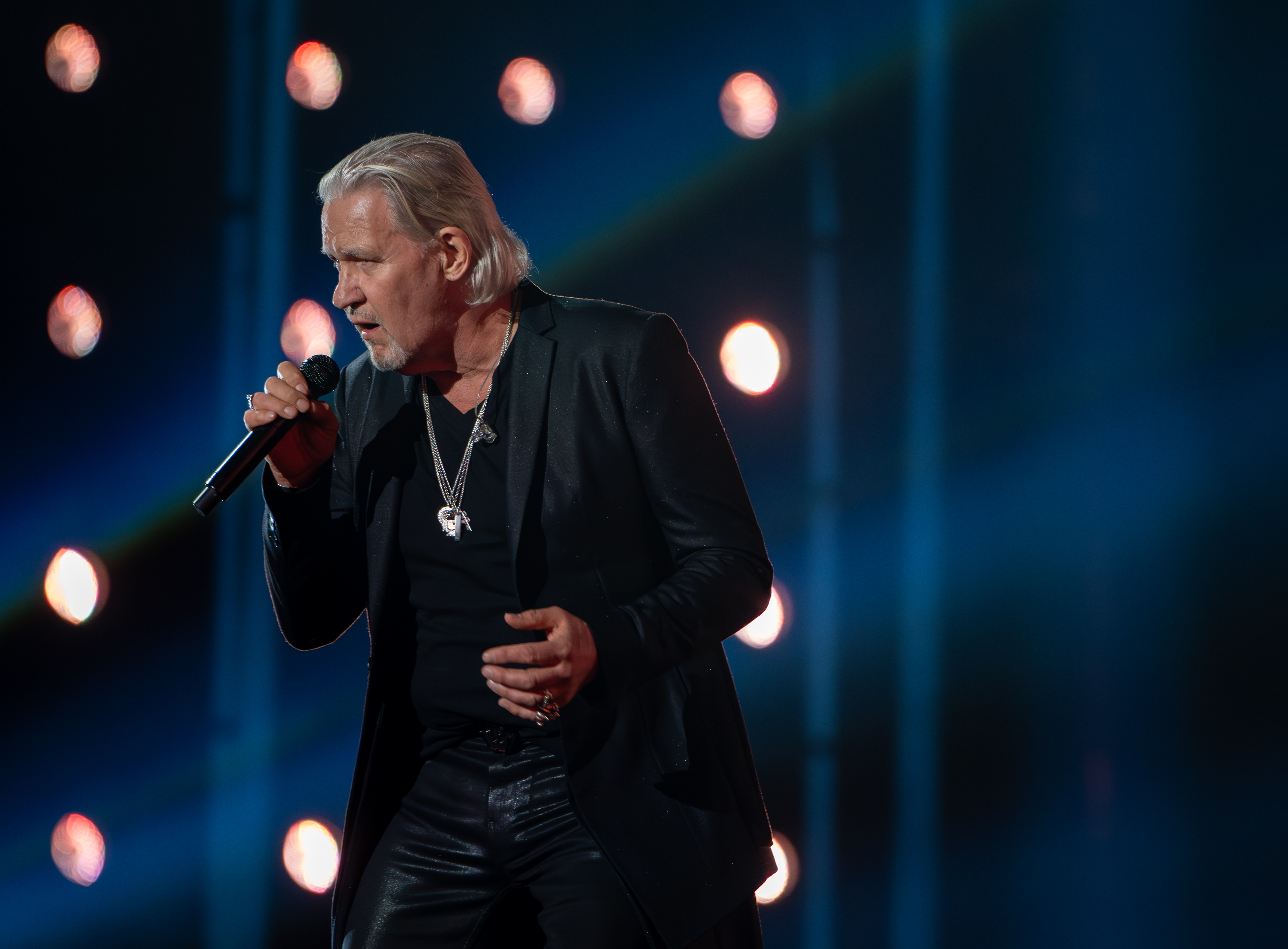
Johnny Logan (2024)

Johnny Logan, eigentlich Seán Patrick Michael Sherrard O’Hagan (* 13. Mai 1954 in Frankston bei Melbourne, Australien), ist ein irischer Sänger und Komponist. Er war bis zum Eurovision Song Contest 2023, als die Künstlerin Loreen zum zweiten Mal gewann, die einzige Person, die den ESC zweimal gewinnen konnte: 1980 mit What’s Another Year und 1987 mit Hold Me Now. Außerdem komponierte er das von Linda Martin gesungene Siegerlied Why Me? von 1992.

## Biografie
Johnny Logan wurde als Sohn des irischen Tenors Patrick O’Hagan geboren.
Seine größten Erfolge feierte Logan beim Eurovision Song Contest. 1980 gewann er in Den Haag den Wettbewerb mit dem von Shay Healy komponierten Titel What’s Another Year. Auch bei seiner zweiten Teilnahme 1987 in Brüssel gewann er. Der Siegertitel Hold Me Now stammte aus seiner Feder. Logan trat mit der Ballade an, obwohl seine Ehe wenige Tage zuvor zerbrochen war. Das Lied hatte er für seine Frau geschrieben.
Im Jahr 1992 komponierte er den irischen Beitrag Why Me?, mit dem die Sängerin Linda Martin den Eurovision Song Contest für sich entscheiden konnte. Bereits 1984 war Linda Martin im Wettbewerb mit dem ebenfalls von Logan komponierten Terminal 3 Zweite geworden.
Johnny Logan will seit 2007 wieder an seine großen Erfolge anknüpfen. Mit dem Album Irish Connection gelang ihm dies in Skandinavien, wo er in Dänemark (Platin), Schweden (Gold) und Norwegen (Doppelplatin) jeweils Platz 1 der Albumcharts belegte. Konzerte in diesen Ländern waren ausverkauft. 2008 folgte das Album Irishman in America. Anfang 2010 erschien der Longplayer Nature of Love. Im selben Jahr trat Logan als Artus in der Rockoper Excalibur von Alan Simon auf. 2017 legte er das Album It Is What It Is vor, eine Art musikalische Lebensbilanz mit sehr verschiedenen Musikstilen vom Jazz bis zum Rock ’n’ Roll. Logan kommentierte das mit den Worten: „Denn indem ich meinen Stil so oft gewechselt habe, dass es nicht nur mich selber, sondern auch mein Publikum verwirrt hat, hat es sich manchmal so angefühlt, als hätte ich keine richtige musikalische Identität. Abgesehen von meinen Eurovision-Songs.“

## Diskografie

### Studioalben

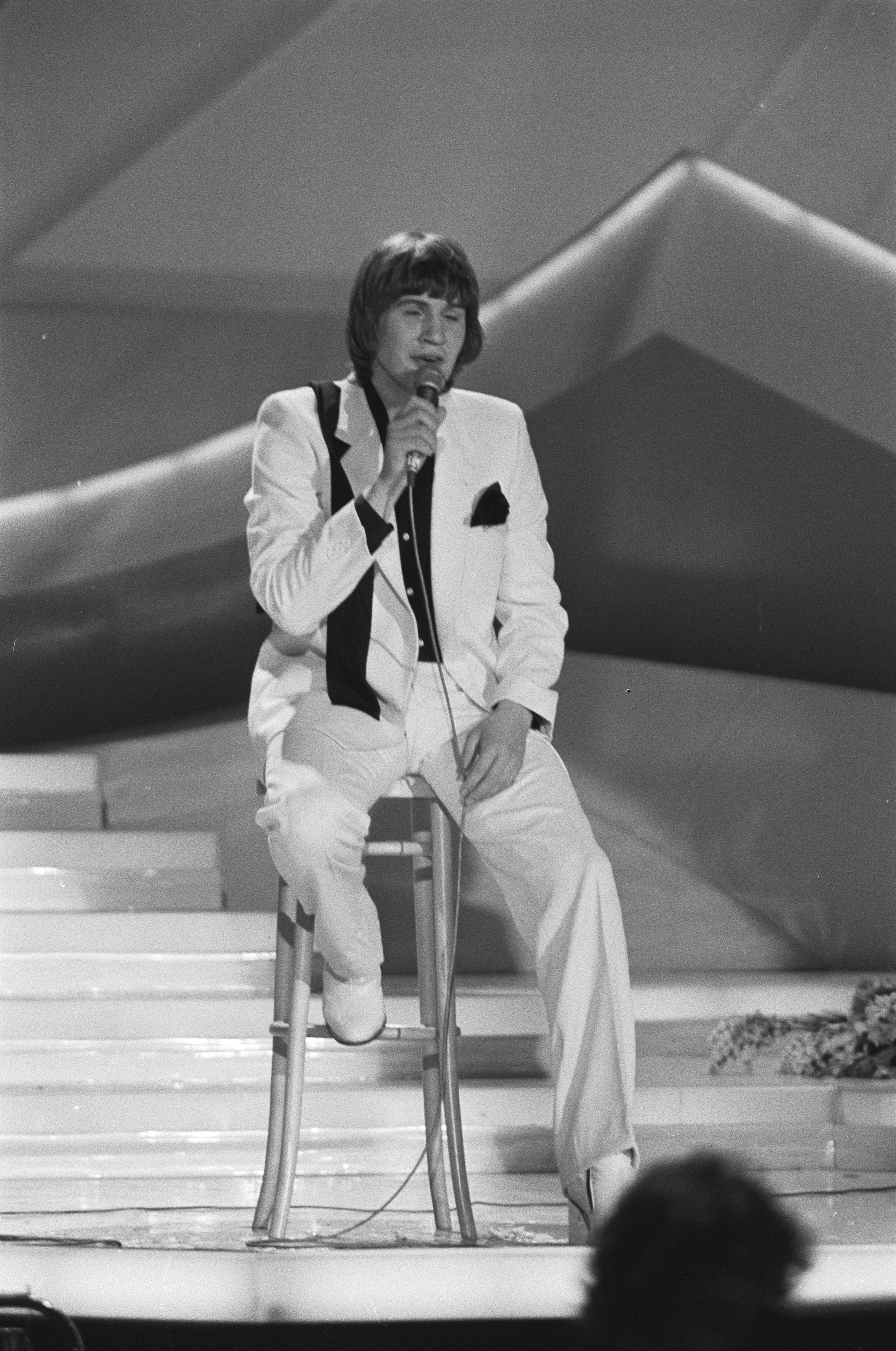
Johnny Logan beim Eurovision Song Contest 1980 in Den Haag

| Jahr | Titel                | Höchstplatzierung, Gesamtwochen, AuszeichnungChartplatzierungen (Jahr, Titel, Platzierungen, Wochen, Auszeichnungen, Anmerkungen) | Höchstplatzierung, Gesamtwochen, AuszeichnungChartplatzierungen (Jahr, Titel, Platzierungen, Wochen, Auszeichnungen, Anmerkungen) | Höchstplatzierung, Gesamtwochen, AuszeichnungChartplatzierungen (Jahr, Titel, Platzierungen, Wochen, Auszeichnungen, Anmerkungen) | Anmerkungen                                                 |
| Jahr | Titel                | DE | CH | UK | Anmerkungen                                                 |
| ---- | -------------------- | --- | --- | --- | ----------------------------------------------------------- |
| 1987 | Hold Me Now          | DE18 (8 Wo.)DE | CH25 (2 Wo.)CH | UK83 (1 Wo.)UK | Erstveröffentlichung: 1987                                  |
| 2007 | The Irish Connection | DE71 (2 Wo.)DE | CH73 (1 Wo.)CH | — | Erstveröffentlichung: 27. April 2007 Johnny Logan & Friends |

Weitere Studioalben
- 1979: In London
- 1980: Johnny Logan
- 1980: Same
- 1980: The Johnny Logan Album
- 1980: What’s Another Year
- 1985: Straight from the Heart
- 1989: Mention My Name
- 1992: Endless Emotion
- 1996: Reach Out
- 1999: Love Is All
- 2001: Reach for Me
- 2001: Save This Christmas for Me
- 2003: We All Need Love
- 2009: Irishman in America
- 2010: Nature of Love
- 2013: The Irish Connection 2
- 2017: It Is What It Is

### Kompilationen
- 1989: What’s Another Year
- 1990: Love Songs
- 1996: The Best of Johnny Logan
- 2010: The Best Of
- 2011: Glanz Lichter

### Singles
| Jahr | Titel Album                                                       | Höchstplatzierung, Gesamtwochen, AuszeichnungChartplatzierungen (Jahr, Titel, Album, Platzierungen, Wochen, Auszeichnungen, Anmerkungen) | Höchstplatzierung, Gesamtwochen, AuszeichnungChartplatzierungen (Jahr, Titel, Album, Platzierungen, Wochen, Auszeichnungen, Anmerkungen) | Höchstplatzierung, Gesamtwochen, AuszeichnungChartplatzierungen (Jahr, Titel, Album, Platzierungen, Wochen, Auszeichnungen, Anmerkungen) | Höchstplatzierung, Gesamtwochen, AuszeichnungChartplatzierungen (Jahr, Titel, Album, Platzierungen, Wochen, Auszeichnungen, Anmerkungen) | Höchstplatzierung, Gesamtwochen, AuszeichnungChartplatzierungen (Jahr, Titel, Album, Platzierungen, Wochen, Auszeichnungen, Anmerkungen) | Anmerkungen |
| Jahr | Titel Album                                                       | DE | AT | CH | UK | IE | Anmerkungen |
| ---- | ----------------------------------------------------------------- | --- | --- | --- | --- | --- | --- |
| 1980 | What’s Another Year The Johnny Logan Album                        | DE2 (24 Wo.)DE | AT5 (14 Wo.)AT | CH2 (10 Wo.)CH | UK1 Silber · (8 Wo.)UK | IE1 (10 Wo.)IE | Erstveröffentlichung: April 1980 Autor: Shay Healy Produzent / Arrangeur: Bill Whelan                                        |
| 1980 | In London –                                                       | DE70 (1 Wo.)DE | — | — | — | — | Erstveröffentlichung: 13. Juni 1980 Autoren: Roberto Danova, Shona Laing Produzenten: Ken Gibson, Roberto Danova             |
| 1980 | Give a Little Bit More (Too Much too Soon) The Johnny Logan Album | — | — | — | — | IE25 (2 Wo.)IE | Erstveröffentlichung: 26. September 1980 Produzent: David Mackay                                                             |
| 1982 | Oriental Eyes –                                                   | — | — | — | — | IE18 (5 Wo.)IE | Erstveröffentlichung: 30. Juli 1982 Autor: Paul Davis Produzenten: Nick Glennie-Smith, Trevor Spencer                        |
| 1982 | Becoming Electric –                                               | — | — | — | — | IE22 (3 Wo.)IE | Erstveröffentlichung: 29. Oktober 1982                                                                                       |
| 1984 | Heaven –                                                          | — | — | — | — | IE20 (2 Wo.)IE | Erstveröffentlichung: 1984                                                                                                   |
| 1987 | Hold Me Now                                                       | DE2 (15 Wo.)DE | AT4 (14 Wo.)AT | CH6 (12 Wo.)CH | UK2 Silber · (11 Wo.)UK | IE1 (14 Wo.)IE | Erstveröffentlichung: 11. Mai 1987 Autor: Johnny Logan Produzent / Arrangeur: Bill Whelan                                    |
| 1987 | I’m Not in Love Hold Me Now                                       | DE47 (8 Wo.)DE | — | — | UK51 (5 Wo.)UK | IE8 (5 Wo.)IE | Erstveröffentlichung: 2. August 1987 Autoren: Eric Stewart, Graham Gouldman Produzent: Paul Hardcastle, Original: 10cc, 1975 |
| 1988 | Heartland –                                                       | — | — | — | — | IE21 (2 Wo.)IE | Erstveröffentlichung: 1988                                                                                                   |
| 1990 | Lay Down Your Heart Mention My Name                               | — | — | — | — | IE20 (5 Wo.)IE | Erstveröffentlichung: 1990                                                                                                   |
| 1992 | How About Us Endless Emotion                                      | DE70 (10 Wo.)DE | — | — | — | — | Erstveröffentlichung: 1992 Produzent / Arrangeur: Jürgen Fritz                                                               |
| 1992 | It’s Only Tears Endless Emotion                                   | DE82 (2 Wo.)DE | — | — | — | — | Erstveröffentlichung: 1992 Autor / Produzent: Ralf René Maué                                                                 |
| 2004 | We All Need Love                                                  | DE85 (3 Wo.)DE | — | — | — | — | Erstveröffentlichung: 22. November 2004                                                                                      |
| 2006 | Don’t Cry Main Event                                              | — | — | — | — | IE25 (1 Wo.)IE | Erstveröffentlichung: 2006 mit Kaye Styles Text: Kaye Styles, Musik: Plankton Maffia                                         |
| 2013 | Prayin’ –                                                         | — | — | — | — | IE3 (1 Wo.)IE | Erstveröffentlichung: 2013                                                                                                   |

Weitere Singles
| - 1978: No, I Don’t Want to Fall in Love - 1980: Was ist schon ein Jahr (deutsche Version von What’s Another Year) - 1980: Save Me - 1980: Louisiana Rain - 1981: Ich lieb’ dich so wie du bist - 1987: Stay - 1988: Lonely Lovers - 1989: All I Ever Wanted - 1989: Red Lips - 1991: Miss You Nights - 1992: Long Lie the Rivers - 1993: Celebrate and Win - 1993: I’m No Hero - 1993: Voices (Are Calling) - 1994: White Magic | - 1995: Another Lover - 1996: Reunited (feat. Dara Rolins) - 1996: The Only Thing I’ve Ever Wanted - 1996: The Love in Your Eyes - 1997: Vision of Glory (mit Montserrat Caballé) - 1997: Love to Live - 1998: You’ve Really Got a Hold On Me (mit Wendy van Wanten) - 1999: Silly Love Songs - 2001: No One Makes Love Like You (feat. Nicole) - 2001: Let Love Be Love (feat. Friends) - 2001: Hold Me Now 2001 - 2002: You’ve Lost that Loving Feeling (mit André Hazes) - 2006: A State of Happiness - 2010: Last Days of Beautiful |

### Videoalben
- 2013: The Irish Connection – Live

## Auszeichnungen für Musikverkäufe
| Goldene Schallplatte - Dänemark - 2001: für das Album Reach for Me - Schweden - 2008: für das Album The Irish Connection | Platin-Schallplatte - Dänemark - 2007: für das Album The Irish Connection 2× Platin-Schallplatte - Norwegen - 2007: für das Album The Irish Connection |

Anmerkung: Auszeichnungen in Ländern aus den Charttabellen bzw. Chartboxen sind in ebendiesen zu finden.
| Land/RegionAuszeichnungen für Musikverkäufe (Land/Region, Auszeichnungen, Verkäufe, Quellen) | Silber     | Gold     | Platin     | Verkäufe | Quellen              |
| -------------------------------------------------------------------------------------------- | ---------- | -------- | ---------- | -------- | -------------------- |
| Dänemark (IFPI)                                                                              | —          | Gold1    | Platin1    | 55.000   | hitlisten.nu DK2     |
| Norwegen (IFPI)                                                                              | —          | —        | 2× Platin2 | 60.000   | Einzelnachweise      |
| Schweden (IFPI)                                                                              | —          | Gold1    | —          | 20.000   | sverigetopplistan.se |
| Vereinigtes Königreich (BPI)                                                                 | 2× Silber2 | —        | —          | 400.000  | bpi.co.uk            |
| Insgesamt                                                                                    | 2× Silber2 | 2× Gold2 | 3× Platin3 |          |                      |

## Privates
Johnny Logan lebt mit seiner Familie im irischen Ashbourne.